# USS Stingray (SS-13)
USS Stingray (SS-13) – amerykański okręt podwodny z okresu I wojny światowej, druga zamówiona jednostka typu C. Została zwodowana 8 kwietnia 1909 roku w Fore River Shipyard w Quincy i przyjęta w skład US Navy 23 listopada tego roku. W listopadzie 1911 roku nazwę okrętu zmieniono na oznaczenie literowo-numeryczne C-2. Okręt wycofano ze służby 23 grudnia 1919 roku i sprzedano w roku następnym.

## Projekt i budowa
USS „Stingray” został zaprojektowany przez inż. Lawrence’a Y. Speara i stanowił rozwinięcie projektu Johna Hollanda (typ A). Okręt miał większe wymiary i wyporność, a także wyposażono go w dwie wyrzutnie torped oraz napędzające dwie śruby dwa silniki benzynowe, co przyczyniło się do znacznego wzrostu zasięgu. W późniejszym czasie wyposażenie jednostki powiększono o drugi peryskop).
Okręt zbudowany został w stoczni Fore River Shipyard w Quincy. Wodowanie odbyło się 8 kwietnia 1909 roku.

## Dane taktyczno–techniczne
„Stingray” był małym okrętem podwodnym o konstrukcji jednokadłubowej. Długość całkowita jednostki wynosiła 32,11 metra, szerokość 4,24 metra i zanurzenie 3,33 metra. Wyporność w położeniu nawodnym wynosiła 238 ton, a w zanurzeniu 275 ton. Okręt napędzany był na powierzchni przez dwa silniki benzynowe Craig o łącznej mocy 500 koni mechanicznych (KM). Napęd podwodny zapewniał silnik elektryczny o mocy 300 KM. Dwuśrubowy układ napędowy pozwalał osiągnąć prędkość 10,5 węzła na powierzchni i 9 węzłów w zanurzeniu. Zasięg wynosił 800 Mm przy prędkości 8 węzłów w położeniu nawodnym oraz 80 Mm przy prędkości 5 węzłów pod wodą. Dopuszczalna głębokość zanurzenia wynosiła 60 metrów.
Okręt wyposażony był w dwie dziobowe wyrzutnie torped kalibru 450 mm (18"), z łącznym zapasem czterech torped. Załoga okrętu składała się 15 oficerów, podoficerów i marynarzy.

## Przebieg służby
USS „Stingray” (Submarine Torpedo Boat No. 13) został wcielony do służby w US Navy 23 listopada 1909 roku. Pierwszym dowódcą jednostki został chor. E.B. Armstrong. Okręt został przydzielony do Flotylli Okrętów Podwodnych we Flocie Atlantyku, stacjonując na Wschodnim Wybrzeżu USA do 20 maja 1913 roku. 17 listopada 1911 roku nazwę okrętu zmieniono na oznaczenie literowo-numeryczne C-2.
Od maja do grudnia 1913 roku okręt operował z Zatoki Guantánamo na Kubie, a następnie przebazowano go do Cristóbal w Panamie. W okresie I wojny światowej okręt patrolował początkowo strefę Kanału Panamskiego, a później wybrzeża Florydy.
C-2 został wycofany ze służby 23 grudnia 1919 roku w Coco Solo w Panamie. Sprzedano go 13 kwietnia 1920 roku.